# 멜키트 그리스 가톨릭교회

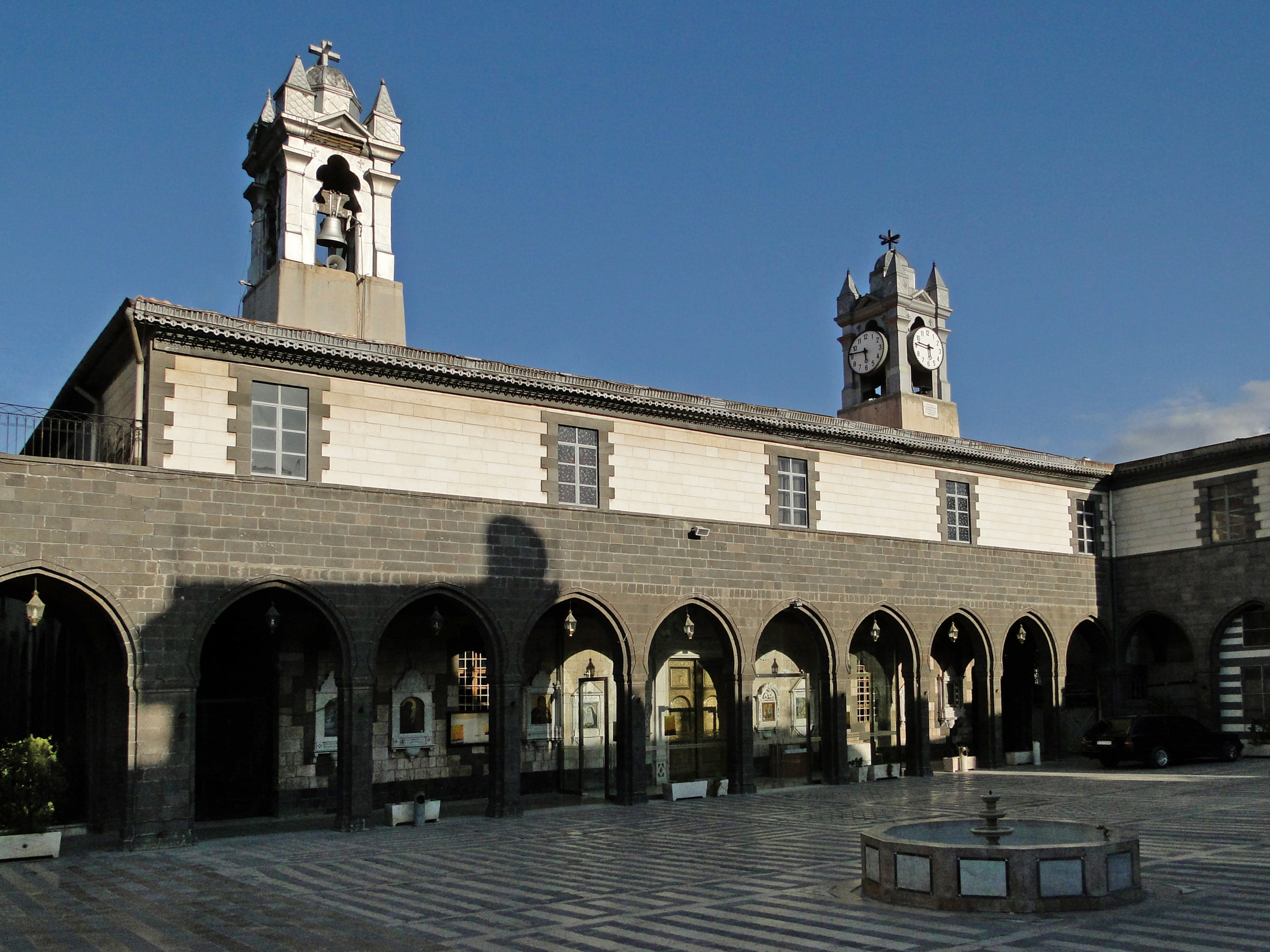
멜키트 그리스 가톨릭교회 총대주교좌인 Our Lady of Dormition 성당 (시리아 다마스쿠스)

멜키트 그리스 가톨릭교회(영어: Melkite Greek Catholic Church, 아랍어: كنيسة الروم الملكيين الكاثوليك, Kanīsat ar-Rūm al-Malakiyyīn al-Kāṯūlīk)는 교황청과 일치하고 있는 동방 가톨릭교회의 일원이다. 중동 지역에서 기원하여 특히 시리아와 레바논을 중심으로 분포하고 있다. 그러나 현재는 이민에 의해 세계 각국에 분포하고 있기도 하다. 전세계적으로는 160만 명의 신자가 있는 것으로 추정된다.
멜키트 그리스 가톨릭교회외 안티오키아 그리스 정교회의 근원이 되는 멜키트 교회 신자들은 칼케돈 공의회의 가르침을 고수했고, 따라서 시리아 지역에서 다수파였던 단성론자들에게서 많은 박해를 받았다. 멜키트(Melkites)라는 말은 왕 또는 황제를 뜻하는 시리아어(Syriac) 멜크(Melk)에서 유래한다. 7세기 이슬람 세력의 레반트 정복 이후 멜키트 교회는 콘스탄티노플과 가까운 관계를 유지해 왔으며 전례 언어로 그리스어를 사용하게 되었다. 그러다 17세기 들어 로마와 화해하려는 움직임이 일어났고, 1724년에 세라핌 타나스가 안티오키아 총대주교로 선출되면서 로마 교회를 따를 것을 서약, 그리스 멜키트 교회는 로마 가톨릭과 일치한 멜키트 그리스 가톨릭과 콘스탄티노플 총대주교와의 관계를 유지하는 안티오키아 그리스 정교회로 양분됐다.

## 같이 보기
- 안티오키아 총대주교
- 안티오키아 그리스 정교회
- 동방 가톨릭교회